# Marktplatz 6 (Michelstadt)

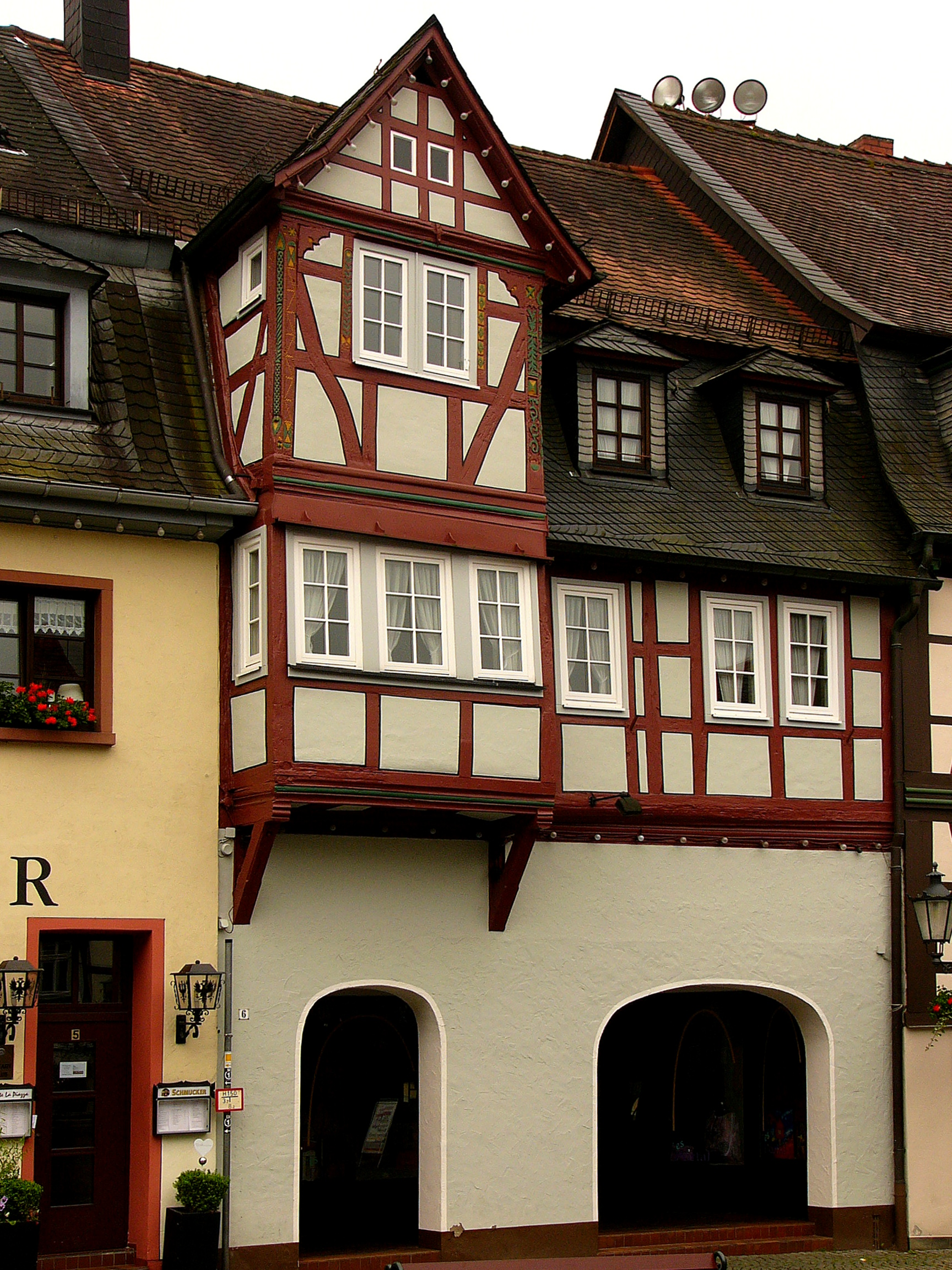
Haus Marktplatz 6 in Michelstadt

Marktplatz 6 ist ein denkmalgeschütztes Anwesen in Michelstadt.
Das Gebäude auf Flurstück 208/2 ist ein traufständiges Haus mit Mansarddach. Aus der Zeit der Errichtung des Hauses datiert der Erker, der mit 1618 datiert ist und an den Eckstielen Schnitzereien im Stil der Renaissance aufweist. Das Gebäude wurde im 18. Jahrhundert umgebaut und zuletzt 1981 modernisiert.